# Kanton Guéret-Nord
Der Kanton Guéret-Nord war bis 2015 ein französischer Wahlkreis in der Region Limousin. Er lag im Arrondissement Guéret und im Département Creuse. Hauptort war Guéret. Der Kanton bestand aus folgenden Gemeinden:
| Gemeinde           | Einwohner  | Code postal | Code Insee |
| ------------------ | ---------- | ----------- | ---------- |
| Ajain              | 1034       | 23380       | 23002      |
| Glénic             | 593        | 23380       | 23092      |
| Guéret (teilweise) | 14.123 (1) | 23000       | 23096      |
| Jouillat           | 402        | 23220       | 23101      |
| Ladapeyre          | 329        | 23270       | 23102      |
| Saint-Fiel         | 769        | 23000       | 23195      |

(1) Einwohnerzahl der Gesamtstadt